# Geometría de incidencia
Se llama geometría de incidencia a aquella estructura que carece de axiomas de congruencia. Entre otras cosas, la falta de estos axiomas nos impedirá comparar segmentos y establecer una métrica.

## Axiomas
Una geometría es una estructura algebraica con al menos tres tipos de axiomas:
- ordenación,
- incidencia,
- congruencia.